# Bajasseum
In der Ortsmitte Alsenborns befindet sich das so genannte Bajasseum, ein kleines Zirkusmuseum, das an die Zeit der Artisten im Ort erinnert. Die Ausstellung ist nach Epochen gegliedert und führt von der Gegenwart zurück in die Vergangenheit. Im Bajasseum ist unter anderem „der kleinste Zirkus der Welt“ zu sehen, ein Nachbau eines Zirkus von dem Modellbauer Herbert Guth aus Friedrichsdorf. Der Name des Museums leitet sich vom Spitznamen der Alsenborner, „Bajass“, ab. Letzterer ist dem italienischen Wort Bajazzo (= „Possenreißer“) entlehnt. Der „Bajass“ ist als Sinnbild Alsenborns auf dem Rathausbrunnen der Verbandsgemeinde Enkenbach-Alsenborn mit einer spitzen Clownsmütze und einer Balancierstange in der Hand dargestellt.

## Das Zirkusdorf Alsenborn
Alsenborn verfügt über eine Zirkus-Tradition. Der Ort galt als Heimat der Seiltänzer und das Dorf, in dem die Bajasse wohnen. Wie aus dem Nichts entwickelte sich in Alsenborn im Lauf des 19. Jahrhunderts eine große Gruppe von Schaustellern, Artisten und Zirkusbesitzern, die bis ins 20. Jahrhundert hinein Bestand hatte und nach dem Zweiten Weltkrieg allmählich verschwand. Auf dem Alsenborner Friedhof zeugen etliche Gräber von dieser Schausteller- und Zirkustradition.

## Geschichte

### Anfänge
Am 20. November 1847 heiratete in Alsenborn der in Carlsberg geborene 22-jährige Musikant Karl Lorenz Schramm, Sohn des Marionettenspielers und Musikanten Justus Schramm, die um vier Jahre ältere Seiltänzerin Elisabetha Wolf aus Kirrweiler. Mit diesem Datum beginnt „die circensische Episode“ in Alsenborns Ortsgeschichte.
Ursprünglich gehörten zunächst alle zur „Gevatterschaft der Schramm“, die jährlich ihr Winterquartier in Alsenborn aufschlugen, aber als es sich in Artistenkreisen herumgesprochen hatte, dass die Gemeinde von „Künstlern“ keine Umlagen verlangte, zogen auch Artisten nach Alsenborn, die nicht in Verbindung zu den einheimischen Artisten standen.

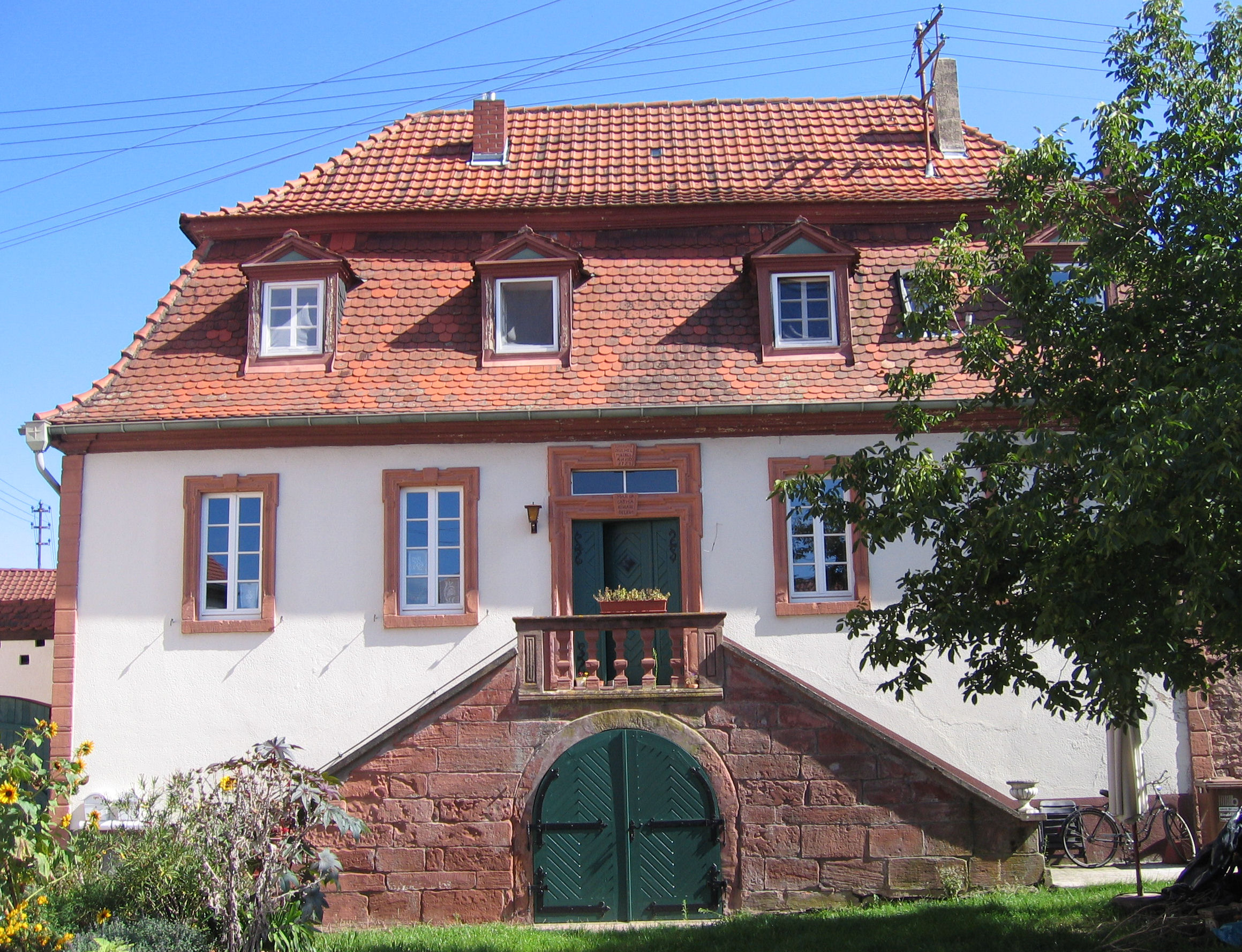
Haus Althoff-Fröchte, ehemals Rebel

Zu den wenigen auswärtigen Zirkusfamilien, die in Alsenborn sesshaft wurden, zählt Kunstreiter und Zirkusbesitzer Andreas Bügler aus Münchweiler an der Alsenz. Seine sechs Kinder zählten zu den besten Artisten ihrer Zeit. In der Gründerzeit zu Wohlstand gelangt, erwarb Bügler ein stattliches Haus, in dessen Nähe er Stallungen für seine Tiere errichten ließ. Nach dem Tod seiner Frau sank sein Marktwert.
Die Heirat seines Sohnes Jerôme mit Magdalena Eva Althoff führte im Jahr 1883 die älteste Zirkusdynastie Deutschlands nach Alsenborn: die Althoffs unter der Führung von Adolf Althoff. Nachdem sie das Büglersche Anwesen erworben hatten, führte Wilhelm Althoff III. von hier aus seinen Zirkus auf Tourneen, bis die Inflation ihn 1927 zwang, das Unternehmen aufzugeben. Mit Wilhelm Althoffs Tod im Jahr 1933 setzte der Niedergang des Alsenborner Artistenwesens ein.

### Soziale Stellung der Artisten
Obwohl sie bereits langfristig in Alsenborn ansässig waren, blieben die Artisten Fremde, im Dialekt und in ihren Moralvorstellungen. Sie gehörten meist nicht zum normalen Dorfleben und spielten in der Dorfpolitik und im Vereinsleben keine Rolle. Bürgerversammlungen, in denen allgemeine Belange verhandelt wurden, fanden meist ohne sie statt.
Während die ersten Artisten in festen Häusern wohnten, lebten einige der ab 1880 Zugezogenen auch den Winter über in ihren Reisewagen, weil sie sich weder eine Wohnung mieten noch ein Haus kaufen konnten. Artisten, die es zu etwas brachten, hatten in der Dorfhierarchie einen höheren Stellenwert. Dennoch hatten die Artisten Sympathisanten im Dorf, darunter der Bürgermeister und der Wirt.
Die alljährliche Heimkehr der Artisten war in der Wahrnehmung der übrigen Dorfbewohner ein großes Ereignis, denn für letztere war dies eine angenehme Unterbrechung des Alltags. Gelegentlich wurden sie mit Musik am Ortseingang empfangen. Die Alsenborner Geschäftsleute profitierten ebenfalls von den Artisten, da diese im Winter freigiebig ihr Geld ausgaben.

### Elisabeth Endres

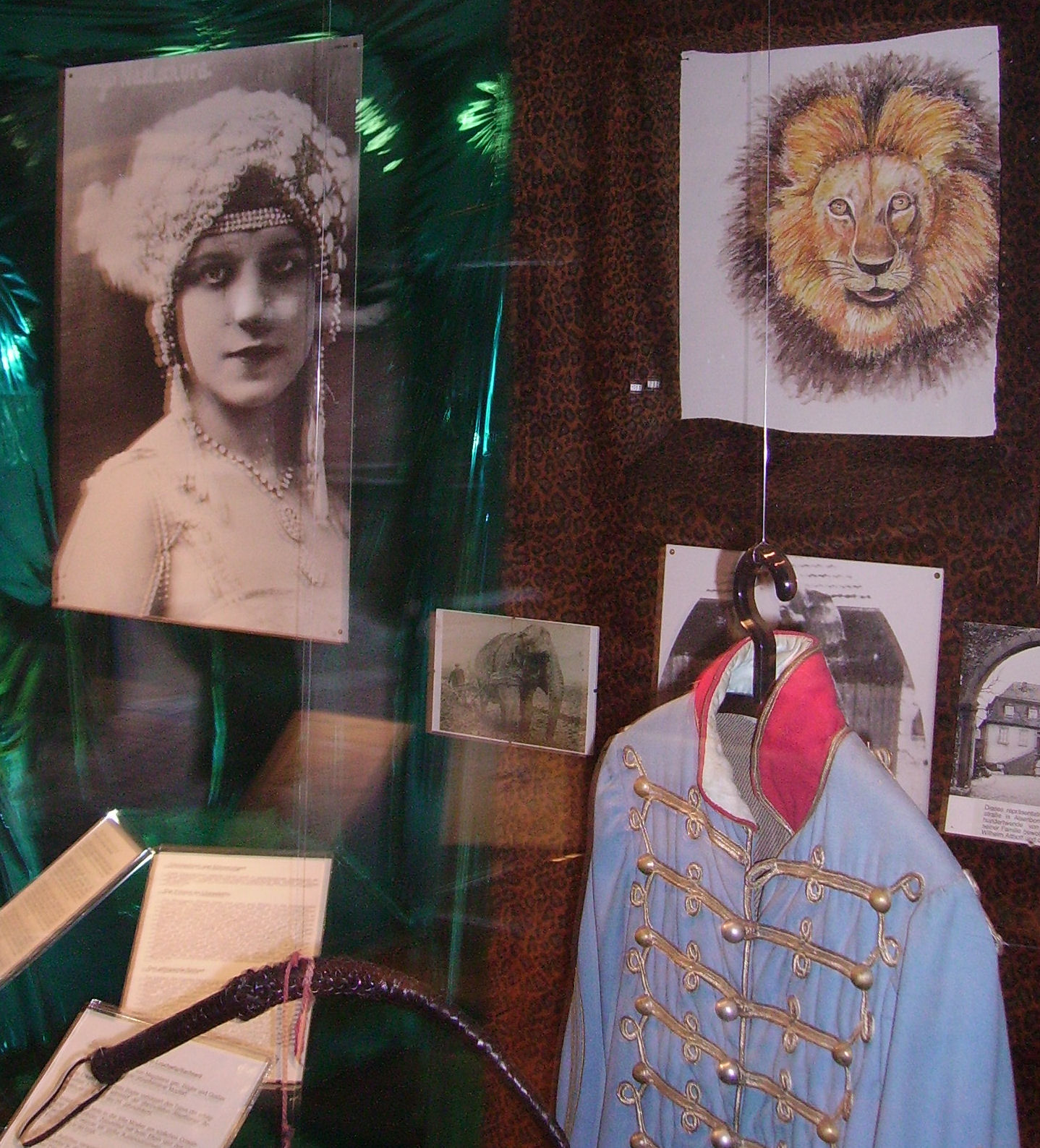
Elisabeth Endres (links) im Bajasseum

Die berühmteste Artistin aus Alsenborn war die 1922 geborene Seiltänzerin Elisabeth Endres, die ihre größten Erfolge in den 1930er Jahren feierte. Sie war zu ihren Glanzzeiten die jüngste Seiltänzerin der Welt. Nach dem Ende des Zweiten Weltkriegs ging sie in die USA und leitete dort eine Ballettschule.

## Anekdoten

### Der pflügende Elefant

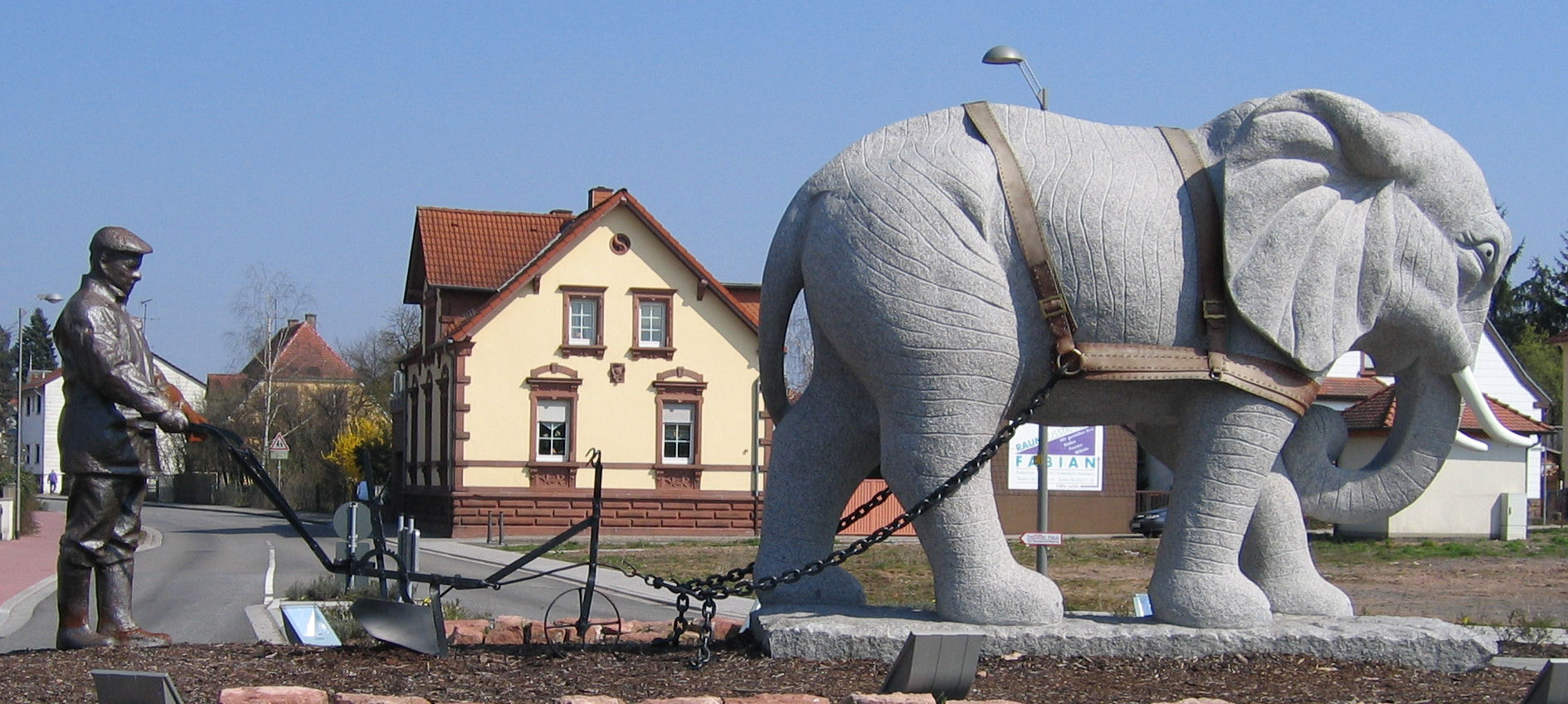
Denkmal des pflügenden Elefanten auf einem Verkehrskreisel

Zu den Geschichten, die immer wieder über die Artisten erzählt werden, gehört die Geschichte vom pflügenden Elefanten.
Der Schreinermeister Schmitt wurde in der Kriegszeit von einer Bauersfrau gefragt, ob er nicht jemand wüsste, der ihr den Garten umgraben könnte. Schreinermeister Schmitt wies sie darauf hin, dass die Männer und die Pferde zum großen Teil eingezogen seien. Dann fiel ihm ein, einen Zirkuselefanten für die Bestellung des Gartens heranzuziehen. Er holte einen Pflug und eine Eisenegge, spannte den Elefanten davor und machte sich an die Arbeit. Nach dieser ungewohnten Arbeit randalierte der Elefant allerdings.
Von dieser Geschichte existiert ein Foto, das sich in vielen Haushalten bis in die Gegenwart findet. Jedoch handelt es sich dabei um eine Fotomontage eines indischen Arbeitselefanten mit dem Bild eines pflügenden Bauern.
Am 21. Juni 2006 wurde auf einem Verkehrskreisel ein lebensgroßes Denkmal dieses pflügenden Elefanten aufgestellt. Angefertigt wurde das  16 Tonnen schwere Denkmal für 18.000 Euro in China und wurde dann nach Deutschland verschifft. Die Herstellung durch einen einheimischen Steinmetz hätte etwa 70.000 Euro gekostet. Bei der Aufstellung war zu klären, in welche Richtung das Hinterteil des Granit-Elefanten zeigen sollte. Als Kompromiss steht er parallel zur Gemarkungsgrenze.
Die Figur des Bauern steuerte die Enkenbacher Firma HegerGuss nach alten Fotos und einem Bodyscan bei.

### Der Friseur im Löwenkäfig

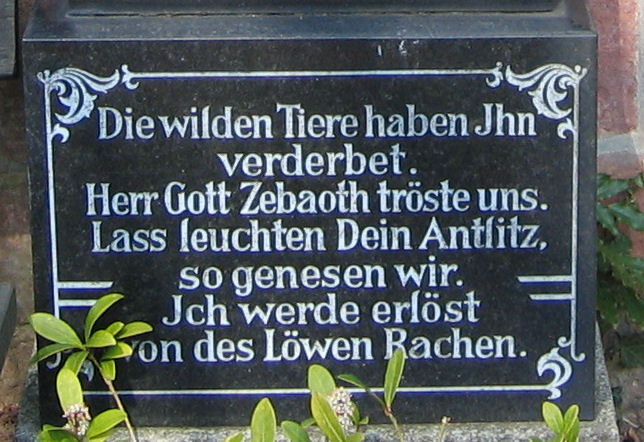
Grab von Peter Feierabend

Ebenfalls oft erzählt wird die tragische Geschichte des Friseurs Peter Feierabend, der bei einer Friseurdemonstration im Löwenkäfig von einem Löwen getötet wurde.
Die Alsenborner Zirkus- und Varietéunternehmen begannen ihre Saison mit einer Vorstellung in Alsenborn. So versorgten sie sich mit Geld für die Reise und konnten neue Sensationen vor Publikum ausprobieren. Durch Flugblätter wurde im Februar 1911 bekanntgemacht, dass sich der Menageriebesitzer Wieser im Löwenkäfig von dem Alsenborner Friseur Peter Feierabend rasieren lassen wolle. Um die Rasur perfekt zu machen, wollte der Friseur um Wieser herumgehen und die linke Gesichtshälfte hinter ihm stehend rasieren. Ein Löwe sah dadurch vermutlich seinen Herrn bedroht, stürzte sich auf den Friseur und verbiss sich in dessen Hinterkopf. Panik brach aus. Der Löwe hatte sich so festgebissen, dass sein Rachen mit Stangen aufgebrochen werden musste. Der Friseur starb kurze Zeit später. Sein Grabstein hat die Aufschrift:

„Die wilden Tiere haben ihn verderbet, Herr, Gott, Zebaoth tröste uns, laß leuchten dein Antlitz so genesen wir. Ich werde erlöst von des Löwen Rachen“